# 포스젠
포스젠(phosgene, CG)은 화학식 COCl2을 가지는 질식성 유독가스이다. 염화 카르보닐이라고도 부른다. 1812년 영국의 화학자 존 데이비가 합성하였으며, 현재는 화학공업 분야에 사용된다. 무색이며, 퀴퀴한 건초 냄새가 난다. 산업적 생산 외에 유기 염소 화합물의 분해나 연소 과정에서 소량 생성된다.

## 합성법
산업에서는 정제한 일산화 탄소와 염소 분자 기체를 촉매 역할을 하는 활성탄에 통과시켜 생성한다.
CO + Cl2 → COCl2 (ΔHrxn = −107.6 kJ/mol)
이 반응은 발열 반응이므로 반응기를 냉각시켜야 한다. 보통 이 반응은 50-150 °C 사이에서 진행된다. 포스젠을 반응시키는 중 온도가 200 °C가 넘을 경우 포스젠은 염소와 일산화 탄소로 다시 분해되며 이 과정에서 Keq(300 K) = 0.05이다. 포스젠의 세계 생산량은 1989년 기준 대략 274만 톤에 달한다.

## 사용

### 전쟁에 이용
제1차 세계 대전때 실전에 투입한 독가스중 하나로 염소와 함께 포스젠이 쓰였다. 당시 영국과 독일이 양측을 향해 다량의 포스젠을 뿌렸고 이때 화학무기의 유용함이 드러났다.

## 안전성
포스젠이 피부에 닿으면 몇 분에서 1~2시간 사이에 물집, 고름이 생기며, 포스젠과 세포속의 물이 반응하여 몸속에서 염산이 만들어진다. 피부가 타거나 녹아내리며 치료방법은 화상치료법과 동일하다. 하지만 화상과는 달리 사망률이 매우 높아 조기치료를 받은 사람이외에는 거의 대부분이 죽었다고 한다.
흡입시에는 포스젠이 폐속으로 들어가 염산과 물을 만들어낸다. 흡입자는 호흡곤란이 일어나며 몇 시간 후에 사망한다. 흡입한 사람들 대부분이 증상이 심각한 폐부종에 걸려 죽었으며 폐가 녹아내리거나 찢어져서 죽은 경우도 있었다. 포스젠에 의한 예방으론 방독면이 있으며, 만약 포스젠을 마셨을 때, 특별한 해독제가 없기 때문에 신선한 공기를 불어넣어 주면서 안정을 시켜야 된다.
탄산 수소 나트륨은 포스젠의 액체 유출을 중화하는데 사용된다. 그러면 암모니아로 완화된다.

## 같이 보기
- 보팔 참사
- 카르보닐플루오라이드
- 폼알데하이드